# Lyndby
Lyndby er en lille havneby på Midtsjælland med 597 indbyggere  (2024), beliggende i Lyndby Sogn ved Roskilde Fjord på Hornsherred fire kilometer sydøst for Kirke Hyllinge og syv kilometer nordøst for Kirke Saaby. Lyndby ligger 15 kilometer vest for Roskilde og 17 kilometer øst for Holbæk. Byen tilhører Lejre Kommune og er beliggende i Region Sjælland.
Lyndby Kirke og Lyndby Havn ligger i byen.